# Ochelata (Oklahoma)
Ochelata est une ville du comté de Washington, dans l'État d'Oklahoma, aux États-Unis,. En 2010, elle compte une population de 424 habitants.

## Démographie
Lors du recensement de 2010, la ville comptait une population de 424 habitants, tout comme en 2019.